# توني أرماس
توني أرماس (بالإسبانية: Antonio Armas) هو لاعب كرة قاعدة كولومبي، ولد في 2 يوليو 1953 في Puerto Píritu ‏ في فنزويلا.

## وصلات خارجية
- توني أرماس على موقع دوري كرة القاعدة الرئيسي (الإنجليزية)
- توني أرماس على موقعبيزبول رفرنس.كوم (الدوري الرئيسي) (الإنجليزية)
- توني أرماس على موقعبيزبول رفرنس.كوم (الدوري الثانوي) (الإنجليزية)
- توني أرماس على موقع جمعية أبحاث البيسبول الأمريكية (الإنجليزية)
- توني أرماس على موقع إي إس بي إن.كوم (أم.أل.بي) (الإنجليزية)
- توني أرماس على موقع إن إن دي بي (الإنجليزية)